# Ланской, Алексей Павлович
Алексей Павлович Ланской (1787—1855) — российский генерал-майор, участник войн против Наполеона.
Родился 6 сентября 1787 года, сын тайного советника, сенатора Павла Сергеевича Ланского и его супруги Александры Михайловны урождённой Ханыковой.
В военную службу вступил в 1806 году портупей-прапорщиком в лейб-гвардии Егерский полк. В 1806—1807 годах принимал участие в кампании против французов в Восточной Пруссии. За храбрость в бою при Гуттштадте 24 мая 1807 года был награждён знаком отличия Военного ордена (в ряде источников ошибочно говорится что Ланской был награждён орденом Св. Георгия IV класса, однако в кавалерских списках он отсутствует) и 23 октября того же года произведён в прапорщики.
К началу Отечественной войны 1812 года был поручиком лейб-гвардии Егерского полка. Сражался при Смоленске, Бородино и Красном. С 20 октября 1812 года был адъютантом генерал-лейтенанта князя Б. А. Голицына. За отличие в сражении под Красным награждён орденом Св. Анны 2-й степени.
В 1813 году совершил Заграничный поход, сражался в Саксонии. Был награждён орденом Св. Владимира 4-й степени с бантом.
За многочисленные боевые отличия во время Наполеоновских войн ему 25 июня 1815 года было пожаловано Золотое оружие с надписью «За храбрость».
30 октября 1816 года произведён в полковники и назначен командиром Сибирского уланского полка (фактически в должность не вступал); по другим данным служил в Тираспольском конно-егерском полку. Высочайшим приказом от 2 апреля 1823 года из полковников Тираспольского конно-егерского полка произведён в генерал-майоры с увольнением от службы по домашним обстоятельствам.
Скончался 16 марта 1855 года в Санкт-Петербурге, похоронен на Волковском православном кладбище.
В собрании Русского музея имеется портрет Ланского работы О. А. Кипренского, датируемый 1813 годом (бумага, итальянский карандаш; 25,5 × 20,8 см).
Его брат Михаил Павлович Ланской (1792—1834) также участвовал в Наполеоновских войнах, был генерал-майором, командовал Иркутским гусарским полком и был окружным начальником в Дагестане.